# Bemelerberg

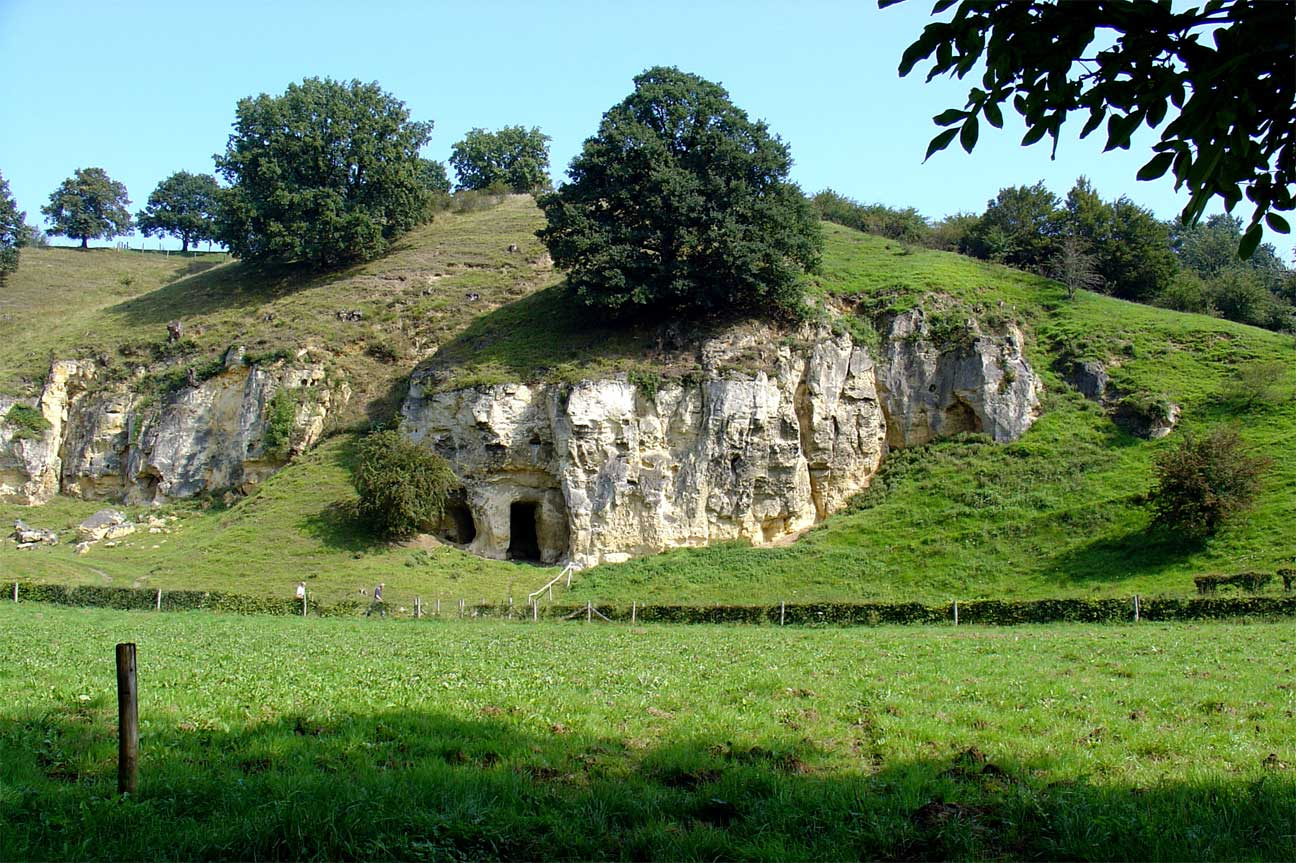
Bemelerberg

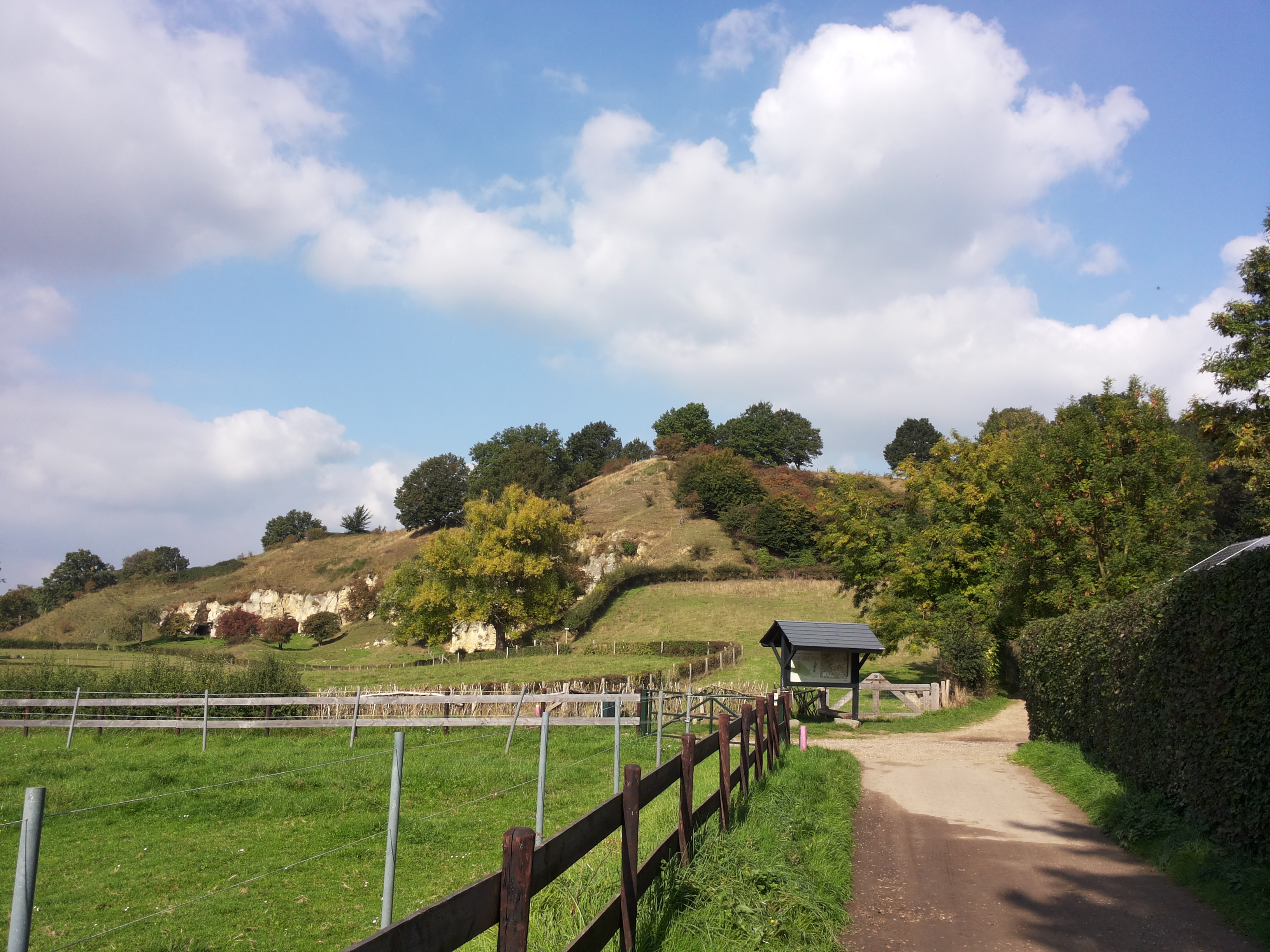
Bemelerberg

De Bemelerberg is een heuvel, natuurgebied en geologisch monument dat gelegen is in het Heuvelland in het zuiden van de Nederlandse provincie Limburg. Het gebied ligt ten oosten van Bemelen, ten noordwesten van het droogdal Koelbosgrub. Ten zuidoosten ligt aan de overzijde van het droogdal de heuvel Krekelberg. Aan de voet van de Bemelerberg is kalksteen uitgehouwen in de Strooberggroeve en meer naar het oosten aan de Koelebosweg in de Winkelberggroeve.

## Natuurgebied
De Bemelerberg ligt op de overgang van het Middenterras van de Maas naar het Plateau van Margraten. De oppervlakte bedraagt 7 ha. Het terrein was vanouds bebost, maar werd uiteindelijk gemeenschappelijke weidegrond voor schapen. In 1923 kwam aan de beweiding een einde. Het natuurgebied is tegenwoordig in bezit van de Stichting Het Limburgs Landschap. Al in 1942 werden de eerste delen aangekocht., onder meer omdat het de enige vindplaats in Nederland was van berggamander, waarvan in 2022 nog slechts een exemplaar in het wild groeit. 
De helling wordt sinds 1979 opnieuw begraasd door een kudde Mergellandschapen, om op die wijze een open landschap te creëren.

### Plantengroei
Op het plateau, vroeger heidegebied, zijn nu heischrale graslanden met zandblauwtje, muizenoor, zilverhaver, struikheide, welriekende nachtorchis, kruiptijm, hondsviooltje en klein warkruid. Tot omstreeks 1950 vond men hier ook valkruid, rozenkransje, parnassia en herfstschroeforchis.
Op de lagere delen van de helling vindt men kalkgraslanden met onder meer duifkruid, wilde marjolein, bevertjes, kattendoorn, kleine pimpernel, rapunzelklokje, gewone agrimonie en kleine pimpernel. Daarnaast gevinde kortsteel, echt duizendguldenkruid, melige toorts, gewone vleugeltjesbloem, driedistel en geelhartje. Ook aarddistel en herfsttijloos zijn er te vinden.

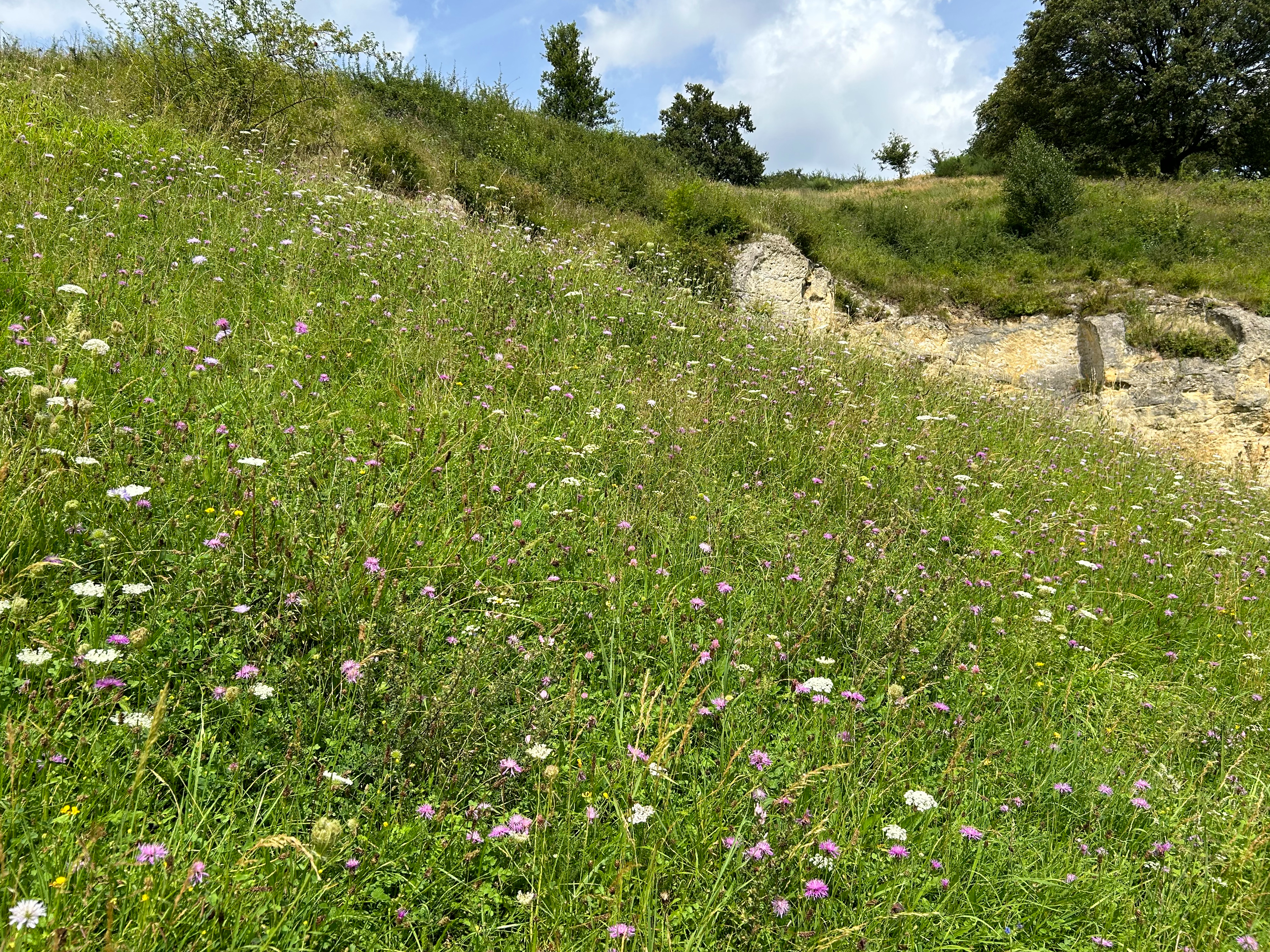
Hellinggrasland van het verbond van matig droge kalkgraslanden.

Andere bijzondere planten zijn stijf hardgras, slanke mantelanjer, kandelaartje, ruige scheefkelk, tengere veldmuur en voorjaarsganzerik.
Aan de voet van de rotswanden vindt men, naast gewone soorten, ook stinkende ballote, hartgespan, hondstong, wild kattenkruid, bilzekruid en malrove.

### Fauna
Ook de dierenwereld is rijk. Men vindt er de levendbarende hagedis, de muurhagedis en de vroedmeesterpad. De muurhagedis is hier met grote waarschijnlijkheid uitgezet. Er zijn veel insecten waaronder de veldparelmoervlinder,
Er bevinden zich in het gebied vijf mergelgroeven, waarvan vier ondergronds en één bovengronds. Deze groeven vormen verblijf voor vleermuizen, zoals baardvleermuis, watervleermuis, franjestaart en vale vleermuis.
De Bemelerberg maakt deel uit van het Natura 2000-gebied Bemelerberg & Schiepersberg.

## Geologie
Het zichtbare kalksteen van de Bemelerberg is Maastrichtse krijt uit de Formatie van Maastricht (Boven-Krijt). Daar bovenop ligt een mengeling van grind, zand en löss. De löss is een eolische afzetting van het Laagpakket van Schimmert uit de Formatie van Boxtel. Het onder de löss gelegen grind en zand zijn fluviatiele Maasafzettingen die behoren tot de Formatie van Beegden. Deze zijn onderdeel van het Laagpakket van St. Pietersberg en stammen uit het Kwartair. Hieronder liggen door de zee afgezette gele lemige zanden van het Laagpakket van Klimmen uit de Formatie van Tongeren (Tertiair) met als ondergrens de Horizont van Ravensbosch. Hieronder liggen verschillende kalksteenlagen uit het Krijt van de Formatie van Maastricht, te weten de Kalksteen van Meerssen met de Horizont van Caster, de Kalksteen van Nekum met de Horizont van Laumont en de Kalksteen van Emael.
De holle weg die omhoog de berghelling oploopt is in van plateau geërodeerd löss ingesneden. Vlak onder de plateaurand ligt er links van de holle weg een dichtgegroeide grindgroeve (50° 51′ NB, 5° 46′ OL) waarin vroeger Maasgrind werd gewonnen dat in het Pleistoceen hier door de Maas werd afgezet. In dit grind zitten vele uit de Ardennen afkomstige rolstenen.

## Wielrennen
De Bemelerberg, die in het wielrennen bekend is van onder meer de wielerklassieker Amstel Gold Race en het WK wielrennen, is feitelijk de beklimming van de Krekelberg. Deze klim kijkt uit op de echte Bemelerberg.